# 林妙可
林妙可（1999年7月1日—），福建福州人，出生于北京市，中华人民共和国演員，歌手，前童星，毕业于南京艺术学院。

## 生平
1999年7月1日林妙可出生于北京市，她的父亲是北京《法制晚报》的一名摄影记者，爷爷是国画家林锴。林妙可从6岁起就参加商业广告的拍摄，并参与了电视剧《宽恕》、《春草》、《北方有佳人》等的拍摄。2007年4月，她还参加了北京奧运宣传片的演出。在拍摄谭晶的《天空》MV时，她受到奥运会开幕典禮总导演张艺谋的关注 。
林妙可曾于北京市东城区西中街小学、北京一七一中学接受教育，2014年进入中国音乐学院附属中学学习。2017年被南京艺术学院录取，于9月16日报到。

## 奥运会开幕典禮假唱事件

### 背景
在北京奥运会开幕典禮例行的国旗入场仪式中，导演者为了避免给人过强的民族主义感，将著名爱国歌曲《歌唱祖国》重新编配，并且采用童声假唱。在这种情况下，开幕典禮导演开始进行童声独唱人的征选。
在林妙可所属的广告公司向张艺谋推荐下，林妙可参加了选拔。经过数轮选拔，她最终成为北京奥运会开幕典禮童声独唱。

### 经过
8月8日晚20点6分（UTC+8），北京奥运会开幕典禮进行升国旗、奏国歌仪式之前，林妙可身穿红色的裙子站在升旗台上，唱响《歌唱祖国》。事实上观众听到的声音是北大附小七岁小女孩杨沛宜演唱的。

### 反响
开幕典禮上，五星红旗在歌声中由少年伴随入场的情景，给很多中国大陆观众留下了深刻的印象，政府官方一致宣传称听者深受感动。中国共青团中央机关报《中国青年报》称听后感到“激动落泪”。而其中林妙可以其靓丽的外形、面带微笑而舒缓的演唱，无疑亦对此增色不少。
|                                          | 我很喜欢，这首歌曲被演绎得非常精彩。 |
| ——王惠芬，《歌唱祖国》的词作者王莘的夫人 |                                      |

|                    | 她的演唱很动人，让我很感动。她的演唱非常吻合今天这样欢乐的气氛。 |
| ——法国《队报》记者 |                                                                  |

|                | 唱得非常温柔、抒情，在保持歌曲原有的爱国主义内涵的基础上，又表现了它十分温暖、人性化的一面，令人耳目一新。 |
| ——指挥家陈燮阳 | |

|                | 我险些落泪，……这里，终于让我看到了某种价值观。 |
| ——记者闾丘露薇 |                                                |

### 事后争议
开幕典禮音乐总监陈其钢事后坦言，为了完美的形象，由另一个小女孩杨沛宜负责唱歌部分，而由林妙可对口型上阵。《联合早报》的一则消息称这种做法是根据一名中央政治局领导意见临时决定的。
此举引发一些媒体和网友的反对。批评意见并非针对两位小朋友本身，而是不满这种做法：一般认为，如果说是同一个人而言，对口型尚且还可以理解的话，那么举办者这种刻意追求形式上的完美的方式，违背了真实性的原则，也是对两位小朋友的一种伤害。但也有一部分人认为，开幕仪式表演是艺术，艺术的目的是追求效果的完美，而不是完全的真实。
国际丑闻发生后，国内外媒体哗然，对林妙可铺天盖地的宣传不得不戛然而止，开幕典禮上国旗入场仪式在一些观众心目中的形象亦打折扣。中国大陆的网站随后纷纷删除了对这件事件的批评言论。通过百度搜索引擎可以搜索到新浪、搜狐、网易的相关新闻，但新闻已被删除，不過仍可通过百度快照查看。事件发生后，中国各大搜索引擎百度、搜狗、雅虎中文、谷歌中文接到行政命令立即将“林妙可假唱”，“开幕式假唱”设置为屏蔽词，查询显示“搜索结果可能涉及不符合相关法律法规和政策的内容，未被显示”（百度），8月25日后该关键词被撤销。
2009年3月10日，张艺谋首度回应了“林妙可假唱”事件，声称：“当时我们把林妙可和杨沛宜两人的演唱都录了，反复播放后觉得后者声音好一点。但我不太吃得准，请NBC和BOB（官方背景的北京奥运转播公司）这些大转播公司的负责人来看，他们都表示更喜欢红衣女孩（即林妙可）。我们问过，声音不是她的，你们会不会觉得是假唱？这些大转播公司都表示没问题，那只是一个情境的表现。”NBC则表示无法证实张艺谋的这个解释。
2008年年底，美国《時代》杂志将此次事件评为2008年世界十大丑闻第十位。

### 后续
林妙可在其新浪微博上说：“我们来这里安家就应该受到新浪的保护。对人身心，健康有害的言论就应除根，不准他在网络生存，不准他污染网络空气。新浪你能做到的。”李开复对此评论道：“妙可小妹妹：你长大会慢慢理解：评估‘有害的言论’是相当主观的事情；愤怒的人，越堵越愤怒；堵的人，越堵就越霸道独裁；言论自由应是人类不可剥夺的权利。因此，打造健康环境最好的方法是容忍更多言论，而不是主观地去堵。”
她还曾在微博上表示：“我爸说我是党的女儿。”

## 演出作品

### 电影
| 首映年度 | 片名           | 角色   | 備註 |
| 2008年   | 十七           |        |      |
| 2011年   | 無價之寶       | 高思思 |      |
| 2012年   | 嫁个100分男人  | 豆腐   |      |
| 2012年   | 37             | 丁雨泽 |      |
| 2012年   | 守株人         |        |      |
| 2014年   | 天河           |        |      |
| 2016年   | 勇士           | 要饭娃 |      |
| 待上映   | 谷子地         | 小靜   |      |
| 待上映   | 我的机器人朋友 | 林老師 |      |

### 电视剧
| 首播年度 | 片名               | 角色                       | 備註       |
| 2008年   | 宽恕               | 哑女                       |            |
| 2008年   | 春草               | 元元                       |            |
| 2009年   | 北方有佳人         | 寄萍(幼年)                 |            |
| 2010年   | 美人心计           | 杜雲汐(幼年)               |            |
| 2010年   | 红楼梦             | 林黛玉(幼年)               |            |
| 2012年   | 太平公主秘史       | 太平公主、安定思公主(幼年) |            |
| 2013年   | 仙女湖             | 七仙女(幼年)               |            |
| 2013年   | 曹操               | 汉灵帝(少年)               | 日本首播   |
| 待播     | 花开时节之小腕来也 | 老師                       | 2019年拍攝 |